# 유럽 고속도로 121호선
유럽 고속도로 121호선(European route E121)은 러시아의 사마라에서 출발하여 카자흐스탄을 거쳐 투르크메니스탄의 세르다르까지 이어주는 유럽 고속도로로, 총 연장은 4,480 km이며 주요 연결 도시들은 사마라, 오랄, 아티라우, 베이뉴, 튀르크멘바시, 세르다르 등이 있다.

## 주요 경유지
- 러시아
  -  러시아 연방도로 A300호선 : 사마라 - 볼샤야 체르니곱카(러시아어판) -  러시아- 카자흐스탄 국경
- 카자흐스탄
  - 오랄 - 아티라우 - 베이뉴(영어판) - 셰프 (카자흐스탄)(영어판) - 제티베이
- 투르크메니스탄
  - 가라보가즈(영어판) - 튀르크멘바시 - 세르다르 -  투르크메니스탄- 이란 국경